# Jekatěrina Ďjačenková
Jekatěrina Vladimirovna Ďjačenková (* 31. srpna 1987 Leningrad, Sovětský svaz) je ruská sportovní šermířka, která se specializuje na šerm šavlí.
Pochází ze šermířské rodiny. Bratr Alexej Ďjačenko reprezentoval Rusko v šermu šavlí. Rusko reprezentuje od prvního desetiletí jednadvacátého století. Na olympijských hrách startovala v roce 2016 v soutěži jednotlivkyň a družstev. V roce 2013 obsadila druhé místo na mistrovství světa v soutěži jednotlivkyň a v roce 2009 a 2014 druhé místo na mistrovství Evropy. S ruským družstvem šavlistek vybojovala na olympijských hrách 2016 zlatou olympijskou medaili a s družstvem vybojovala celkem tři tituly (2011, 2012, 2015) mistryň světa a šest titulů (2006, 2012, 2013, 2014, 2015, 2016) mistryň Evropy.